# Adoor
Adoor là một thành phố và khu đô thị trong quận Pathanamthitta trong bang Kerala của Ấn Độ.

## Cơ cấu dân số
Theo điều tra dân số Ấn Độ năm 2001, Adoor có dân số 28.943 người. Nam giới chiếm 48% dân số, nữ giới chiếm 52% dân số. Adoor có tỷ lệ biết chữ bình quân 85%, cao hơn mức trung bình 59,5% của toàn quốc; với 49% đàn ông và 51% phụ nữ biết chữ. 10% dân số có độ tuổi dưới 6.